# Desmond Watson
Desmond Watson (nacido 2002/2003) es un jugador de fútbol americano estadounidense que juega como tackle defensivo de los Florida Gators. De Armwood High School, Watson es conocido por su tamaño, con 6 pies 5 pulgadas (2 m) y con un peso de más de 400 libras (200 kg). Uno de los jugadores más grandes en la historia del fútbol de la División I de la NCAA, ha jugado para Florida desde la temporada 2021 y fue titular en 2022.

## Primeros años de vida
Nacido en Plant City, Florida, Watson fue uno de seis hijos y fue el más ligero al nacer. Rápidamente aumentó de tamaño y cuando estaba en las ligas de fútbol americano juvenil ya era un «gigante», según The Naples Daily News. Asistió a la Escuela Secundaria Armwood en Seffner, jugando al fútbol y participando en lanzamiento de bala. En su tercer año, pesaba 375 libras (170,1 kg), un número más pesado que todos los linieros defensivos de la National Football League (NFL) en ese momento.
Watson jugó 13 juegos como junior en 2019, con un total de 65 tacleadas, 34 de las cuales fueron por derrota, así como 10.0 capturas, lo que ayudó a Armwood a compilar un récord de 12-2 y lograr una carrera profunda en los playoffs estatales. Fue nombrado una selección de todo el estado del segundo equipo por su actuación. En su último año, jugó ocho juegos, registrando 39 tacleadas y 6.0 capturas. Watson terminó su tiempo en Armwood con 158 tacleadas totales, incluidas 113 paradas en solitario, 24.0 capturas y nueve apuros de mariscal de campo. Un recluta de cuatro estrellas, recibió ofertas para jugar fútbol americano universitario de varias escuelas importantes, incluidas Alabama, Florida State, Kentucky, Míchigan y Tennessee, y finalmente decidió comprometerse a jugar para los Florida Gators.

## Carrera universitaria
Cuando Watson se inscribió en Florida en 2021, pesaba 440 libras (199,6 kg). Pudo bajar su peso a 400 libras (181,4 kg) para comenzar su temporada de primer año. Apareció en los 13 juegos del año, viendo acción en equipos especiales y como liniero defensivo de reserva, convirtiéndose así en uno de los jugadores de mayor tamaño en la historia del fútbol americano de la División I de la NCAA. Jugó un total de 150 jugadas y vio acción defensiva en ocho juegos, registrando siete tacleadas y media captura. Entre su primer y segundo año, su peso aumentó a 415 libras (188,2 kg).
Watson, un favorito de los fanáticos, se convirtió en titular en su segundo año en 2022, apareciendo en 13 juegos, 10 como titular y registrando 25 tacleadas y 1.5 TFLs. También forzó, recuperó y devolvió un balón suelto contra Carolina del Sur que se convirtió en un video viral. Watson ingresó al campamento de primavera en 2023 con un peso 449 libras (203,7 kg), pero desde entonces ha bajado de peso.

## Vida personal
Watson usa el número 21 en honor a su hermano menor, quien quedó discapacitado después de sufrir un derrame cerebral.